# Bjørn Rørholt
Bjørn Arnold Rørholt, född 27 augusti 1919 i Tyristrand, död 3 maj 1993 i Oslo, var en norsk överste och civilingenjör.
Bjørn Rørholt studerade vid Artilleriets befälsskola 1937–1938 och började på svagströmslinjen vid Norges Tekniske Høyskole i Trondheim 1939. Vid Tysklands invasion av Norge 1940 tjänstgjorde han som kadett vid Krigsskolen i Oslo.

## Andra världskriget
Bjørn Rørholt deltog i sammandrabbningen i Midtskogen på invasionsdagen den 9 april 1940. Efter det att tyskarna besegrat den norska armén i Sydnorge, och efter en kort period som krigsfånge på Grini, återtog han studierna vid Norges Tekniske Høgskole och organiserade tillsammans med några studiekamrater hösten 1940 den hemliga radiostationen Skylark B. Denna sände under tiden januari–september 1941 och rapporterade iakttagelser om bland annat produktionen av tungt vatten i Rjukan till engelsmännen. Hösten 1941 pejlade tyska kontraspionaget in stationen, men Bjørn Rørholt lyckades ta sig ut ur landet. Via Sverige kom han till Storbritannien, där han utbildades vidare av Secret Intelligence Service (SIS/MI 6).
Slagskeppet Tirpitz, som vid denna tid var världens största slagskepp, baserades från januari 1942 i Trondheimsfjorden och utgjorde ett svårt hot mot den allierade konvojtrafiken. Bjørn Rørholt återvände vid denna tid i hemlighet till Norge som agent till spionorganisationen SIS för att sätta upp radiostationen Lerkan för att rapportera framför allt om Tirpitz, och stannade där till april. SIS hade från 1941 upprättat en avdelning för samarbete med norrmän, framför allt genom hemliga radiostationer i Norge. Under kriget rekryterades ca 200 norska radioagenter med omkring 2.000 medhjälpare; totalt miste 26 agenter och minst nio medhjälpare livet i strid, avrättade eller i koncentrationsläger.
I Storbritannien arbetade Bjørn Rørholt inom Special Operations Executive (SOE) för att planlägga sabotaget mot tungt vattenreaktorn i Rjukan och ledde utbildningen av norska radioagenter innan han 1944 återvände till Kirkenes för att organisera sambandet i de befriade områdena. I detta sammanhang ledde han också en fallskärmsskola på Flygbaskåren F21 i Kallax för de norska polistrupperna för att försörja de norska soldaterna i Finnmark fylke.

## Efter andra världskriget
Bjørn Rørholt tjänstgjorde 1945-1947 som biträdande militärattaché vid den norska ambassaden i Washington D.C. Därefter studerade han till en Masters of Science-examen i tillämpad fysik vid Harvard University 1948 och forskade i elektronik vid Harvard 1948–1949. Han deltog också som radioexpert i planläggningen av Thor Heyerdahls Kon-Tikiexpedition 1947.
Efter åren i USA återvände Bjørn Rørholt till Norge för att tjänstgöra inom försvaret. Under 1949–1953 var han driftsingenjör vid arméns sambandsskolor och från 1953 teknisk chef för det nyuppsatta Forsvarets fellessamband, som hade till uppgift att bygga upp ett landstäckande militärt radiokommunikationsnät; det norska civila telefonnätet var vid denna tid helt otillräckligt. Från 1958 var han överste och chef för fellessambandet.

## Övrigt
Bjørn Rørholt var son till överstelöjtnanten Arnold Rørholt (1884–1961) och Luise Lund Rørholt. Fadern var under kriget en av de militära ledarna i den norska hjemmefronten. Han var på morssidan kusin till författaren Vera Henriksen. Dessa båda är sin tur barnbarnsbarn till Friedrich Roscher (1791–1857), en kemist som rekryterades från Sachsen till Norge 1820 för att bli fabrikschef för Blaafarveværket. Detta koboltfärgföretag expanderade under Roschers tid för att bli Norges på sin tid största industriföretag.
Rørholt fick för sina insatser under andra världskriget norska Krigskorset och brittiska Distinguished Service Order (DSO).
År 1951 konstruerade han en elektronisk krypteringsmaskin som blev standard inom NATO.”ETCRRM”. https://www.cryptomuseum.com/crypto/stk/etcrrm/index.htm. Läst 26 januari 2023.

## Andra media
- Bjørn Rørholt berättar från befrielsen av Finnmark oktober 1944 och fallskärmsutbildning av norska "polistrupperna" i Sverige, bland annat om minolyckan i Karasjok april-maj 1945, från radioprogram 1945-07-19 i NRK, 20 min 27 sek
- I NTNU i Trondheim, i trappuppgången till gamla elektrobyggnaden, finns en väggmålning av Jan O Henriksen från 1991/1992), som avbildar Bjørn Rørholt och studentkollegan Haakon Sørbye som radiooperatörer på Skylark B 1941